# 다음 뉴스
다음 뉴스는 다음의 뉴스 애그리게이터이다. 사회, 정치, 경제 등 뉴스가 분야별로 나눠져 있으며, 뉴스 랭킹, 칼럼, 포토뉴스, 뉴스 영상을 제공한다.